# Fieldbrook (Kalifornija)
Fieldbrook je naseljeno područje za statističke svrhe u američkoj saveznoj državi Kalifornija. Prema popisu stanovništva iz 2010. u njemu je živjelo 859 stanovnika.